# Valhalla (Callisto)
Valhalla è un'ampia struttura anulare presente sulla superficie di Callisto, satellite di Giove.
Si compone di un cratere da impatto di 360 km di diametro, visibile al centro del bacino come una macchia più chiara, e degli anelli concentrici ad esso associati, che raggiungono una distanza di circa 1500 km dal centro,, risultando così per dimensioni la maggiore struttura di Callisto. Diversi grandi crateri da impatto e catenae si sovrappongono al bacino di Valhalla.
La formazione del sistema ad anelli concentrici potrebbe essere stata favorita dalla presenza di uno strato liquido o semi-liquido, presente sotto la fragile litosfera di Callisto. È intitolato al Valhalla, la residenza dei morti gloriosamente in battaglia nell'Ásgarðr, il mondo degli dei della mitologia norrena.

## Descrizione generale
Il bacino di Valhalla, con un diametro di circa 3000 km, è la più grande struttura multianulare presente su Callisto e nell'intero Sistema solare. È stato scoperto grazie alle immagini inviate a Terra dalle sonde Voyager nel 1979-80 ed è posizionato nell'emisfero "anteriore" (che guarda verso la direzione di avanzamento della luna sulla sua orbita) di Callisto, nel quadrante che appartiene alla faccia rivolta sempre verso Giove, leggermente a settentrione rispetto all'equatore (a circa 15°N di latitudine e 56°O di longitudine). Da un punto di vista geologico, il bacino si compone di tre zone: una zona centrale, una zona interna di faglie e rilievi ed una zona esterna.

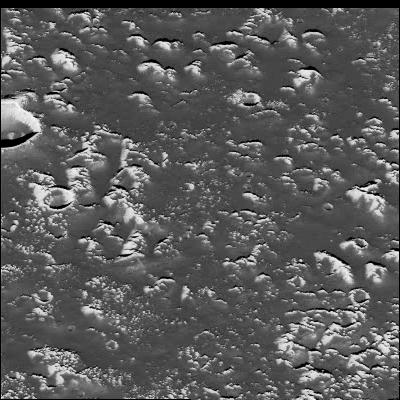
La parte centrale del bacino di Valhalla su Callisto. Sono visibili le increspature brillanti del terreno, circondate da pianure più scure.

La zona centrale, dal diametro di circa 360 km, è un esempio di palinsesto: una macchia circolare con albedo elevato, luogo dove è avvenuto l'impatto. La superficie è relativamente liscia ed ha un aspetto chiazzato. Molti crateri ivi presenti hanno un alone scuro. Nelle immagini ad alta risoluzione raccolte dalla sonda Galileo, la zona centrale del bacino di Valhalla presenta numerose increspature, brillanti, circondate da pianure lisce e scure. C'è un deficit evidente nel numero dei crateri più piccoli presenti rispetto al valore medio della superficie di Callisto.
La zona interna di faglie e rilievi circonda il palinsesto centrale. Le montagne che circondano il palinsesto centrale hanno fianchi ripidi verso l'esterno. Quando sono state studiate ad alta risoluzione, queste scarpate si sono rivelate essere discontinue con piccole striature brillanti circondate da materiale scuro e liscio. Si tratta di strutture fortemente degradate. Le faglie, situate a maggior distanza dal centro rispetto ai rilievi, sono sinuose e sembrano essere dei graben (con ampiezza di circa 20 km). La zona di faglie interna si estende fino a 950 km dal centro del bacino.
La zona di faglie esterna è una fascia compresa entro i 1500 ed i 1900 km dal centro, sebbene il suo confine più esterno non è ben definito. Consiste di ampi lineamenti sinuosi con doppia parete (faglie) che, come le faglie più interne, sembrano essere dei graben, sebbene più ampi (fino a 30 km). Anch'essi sono severamente degradati e consistono di piccole increspature, come quelli più interni. Nelle immagini ad alta risoluzione della sonda Galileo non ci sono prove di flussi vulcanici o altri segni di attività endogena associati con i graben, come era stato invece suggerito dall'analisi dei dati delle sonde Voyager. Tutte le strutture all'interno del bacino Valhalla derivano da impatti o presentano un'origine tettonica.

## Crateri
Diversi grandi crateri da impatto e catenae sono sovrapposti al bacino di Valhalla. Al margine settentrionale sono presenti la Gomul Catena ed i crateri Egdir (~60 km) e Mimir (~47 km). La catena è composta da una lunga serie di crateri allineati, probabilmente originati dall'impatto dei frammenti di una cometa, precedentemente disgregata dalle forze di marea di Giove (come è accaduto per la cometa Shoemaker-Levy 9). Nella parte meridionale del bacino di Valhalla sono presenti altri due grandi crateri, il Sarakka ed il Nár; sul limite orientale tra la regione interna ed esterna di faglie sono presenti il cratere Skuld (~90 km) e la Svol Catena. Ad occidente può essere individuata una seconda struttura multianulare, quella di Asgard. La parte centrale del bacino di Valhalla è meno craterizzata delle pianure all'esterno di essa. Ciò indica che il bacino stesso è significativamente più giovane rispetto alle altre aree della superficie di Callisto.

## Origine

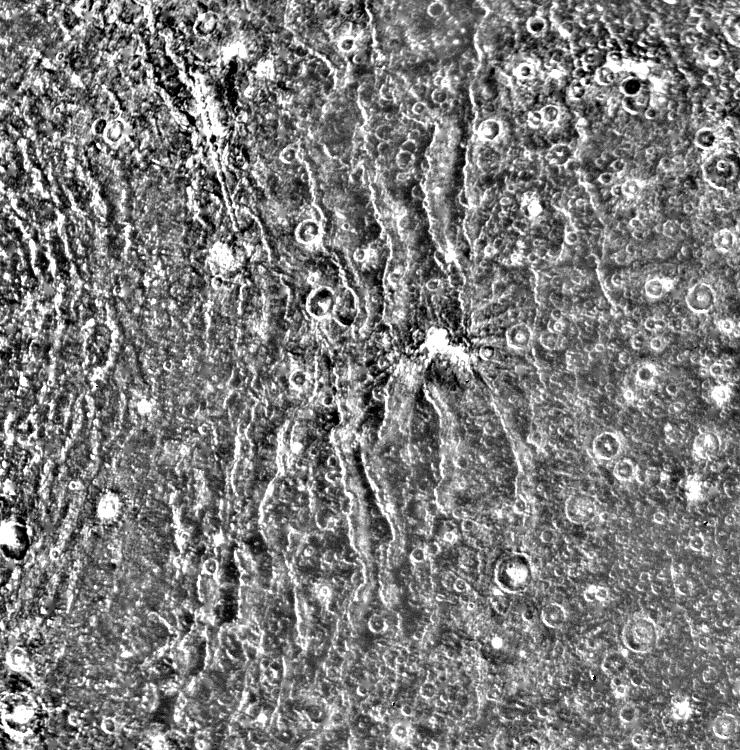
Le depressioni (faglie) che circondano Valhalla

La struttura multianulare del bacino di Valhalla (come altre strutture analoghe su Callisto) è stata probabilmente originata da un gigantesco impatto, che ha forato la fragile litosfera del satellite ed ha raggiunto lo strato sottostante costituito da materiale più soffice, ghiaccio tiepido o addirittura un oceano liquido, la cui esistenza è stata suggerita dai dati sul campo magnetico raccolti durante la missione Galileo. Il moto del materiale che ha cercato di colmare la cavità lasciata dall'impatto, ha prodotto le fratture concentriche nella litosfera. L'età assoluta del bacino di Valhalla non è nota; tuttavia, esso è il più giovane tra le quattro analoghe strutture presenti su Callisto. Le stime della sua età variano dai 2 ai 4 miliardi di anni.
Consistenti con questa ricostruzione, sono le immagini raccolte dalla sonda Galileo che non mostrano alcuna prova di danneggiamento della superficie associato al bacino di Valhalla sul lato diametralmente opposto del satellite. Generalmente in seguito ad un impatto dell'entità che ha portato alla formazione del bacino, si danneggia la superficie diametralmente opposta all'impatto per la focalizzazione delle onde sismiche originate dall'impatto. Un chiaro esempio di questo fenomeno è la fitta rete di fratture presenti sulla superficie di Mercurio nel punto diametralmente opposto al grande bacino di impatto che costituisce la Caloris Planitia. L'assenza di tali fratture nel caso di Callisto è una conferma dell'esistenza dell'oceano al di sotto della superficie, almeno al tempo della formazione del bacino di Valhalla, che ha assorbito la maggior parte dell'energia sismica.